# Kommuner i Kastilien-La Mancha

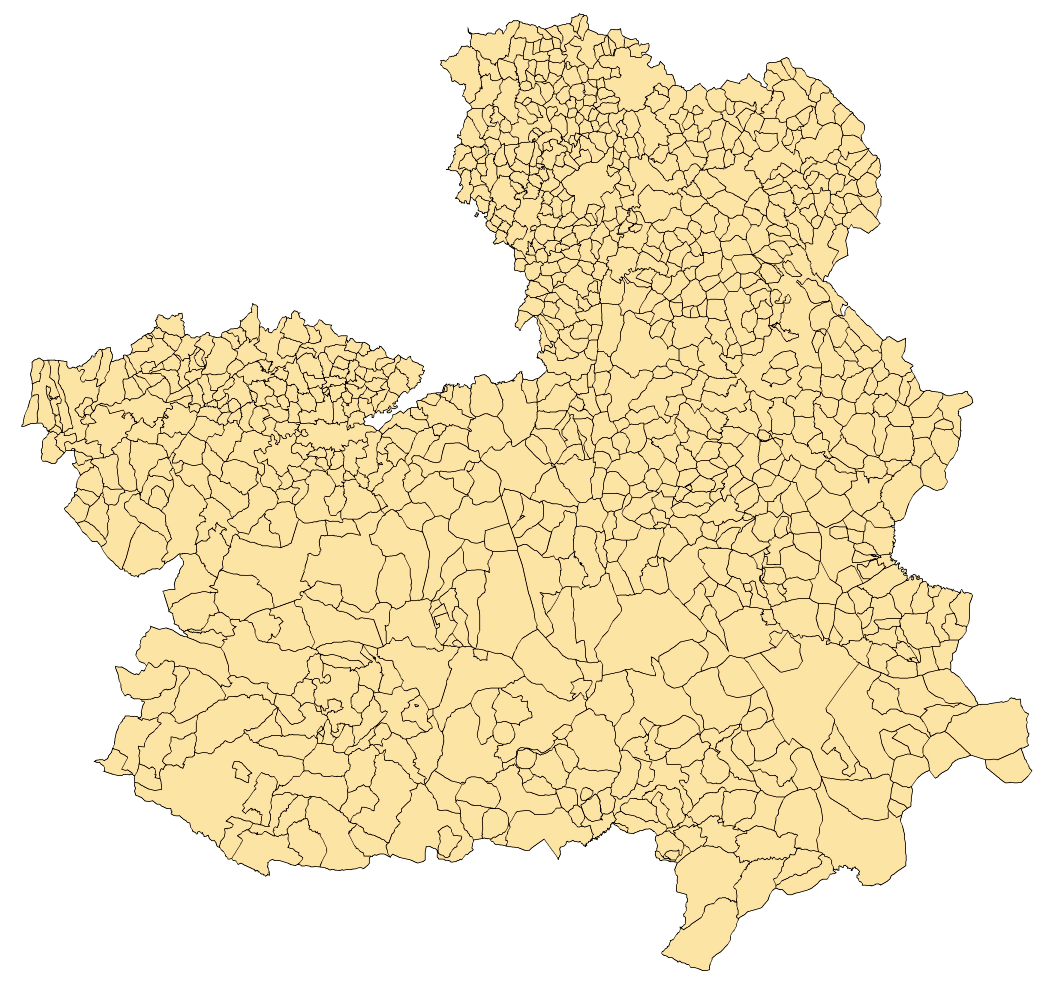
Karta över kommuner i Kastilien-La Mancha (Spanien), 2003.

Kommunerna i Kastilien-La Mancha fördelar sig på följande provinser:
- Kommuner i Albaceteprovinsen (87 kommuner)
- Kommuner i provinsen Ciudad Real (102 kommuner)
- Kommuner i Cuencaprovinsen (238 kommuner)
- Kommuner i Guadalajaraprovinsen (288 kommuner)
- Kommuner i Toledoprovinsen (204 kommuner)